# 浚仪渠
浚仪渠，东汉水利工程之一，东汉初年为整治汴渠而修作的渠道。
汉明帝时由水利专家王景和将作谒者王吴共同主持开凿浚仪渠，浚仪渠是狼汤渠（鸿沟）分黄河水东流至浚仪县（今河南开封市）境内一段的别称。修建中使用墕流法（“堰流法”）, 并大规模筑堤坝, 使河、汴分流，排除淤积, 疏浚渠道, 使汴河水不再为害。是东汉治理黄河水害的前奏。浚仪渠大约是修整今开封上下被黄河水冲毁的汴渠河段。《水经·济水注》中写道“渠流东注浚仪，故复谓之浚仪渠也。”